# 티모 게브하르트
티모 게브하르트 (Timo Gebhart, 1989년 4월 12일 ~) 은 독일의 축구 선수로, 현재 레기오날리가 바이에른의 FC 메밍겐에서 미드필더로 활약하고 있다.

## 클럽 경력
2009년 1월, 게브하르트는 2 분데스리가의 TSV 1860 뮌헨에서 1 분데스리가의 VfB 슈투트가르트로 이적하였다. 그는 2013년 6월 30일까지 유효한 계약을 하였다.